# Krasne (jezioro)
Krasne – jezioro pochodzenia krasowego położone na Równinie Łęczyńsko-Włodawskiej, w województwie lubelskim, w powiecie lubartowskim, w gminie Uścimów, 15 km na północny wschód od Łęcznej, we wsi Krasne.

## Fauna
W jeziorze występuje wiele ryb słodkowodnych. Między innymi: karaś srebrzysty, karp, sandacz, leszcz, lin, okoń, płoć, sielawa, ukleja, sumik karłowaty, sum, szczupak, węgorz. Jezioro jest domem dla wielu ptaków m.in. dla perkozów osiągających tu wysoką liczebność. Okresowo można też spotkać bobry.
Bezkręgowce reprezentowane są licznie przez szczeżuje występujące głównie w dnie łagodniejszego, północnego zejścia oraz pijawki rybie.

## Flora
W jeziorze występuje wiele roślin; w strefie przybrzeżnej np.: pałka szerokolistna, sit; roślin pływających np.: rdestnica pływająca (Potamogeton natans), grążele żółte, grzybienie białe; roślin podwodnych: osoka aloesowata, moczarka, rogatek, wywłócznik, rdestnica. 

## Opis jeziora
Ma powierzchnię 75,9 ha i maksymalną głębokość 33 m. Brzeg otoczony jest pasem roślinności wodnej o szerokości do kilku metrów. Szuwary składają się głównie z pałki szerokolistnej, występuje również sit rozpierzchły. Obecna jest piaszczysta plaża od strony ośrodka Riviera Krasne. Tam też znajduje się pływający pomost. Jezioro użytkowane dla celów rekreacyjnych. Nad północnym brzegiem zlokalizowany jest ośrodek Riviera Krasne, nad brzegiem południowym ośrodek Rubin, nad zachodnim Bar Krasnal. W otoczeniu jeziora znajduje się wiele działek prywatnych, a na nich domki letniskowe.

## Galeria

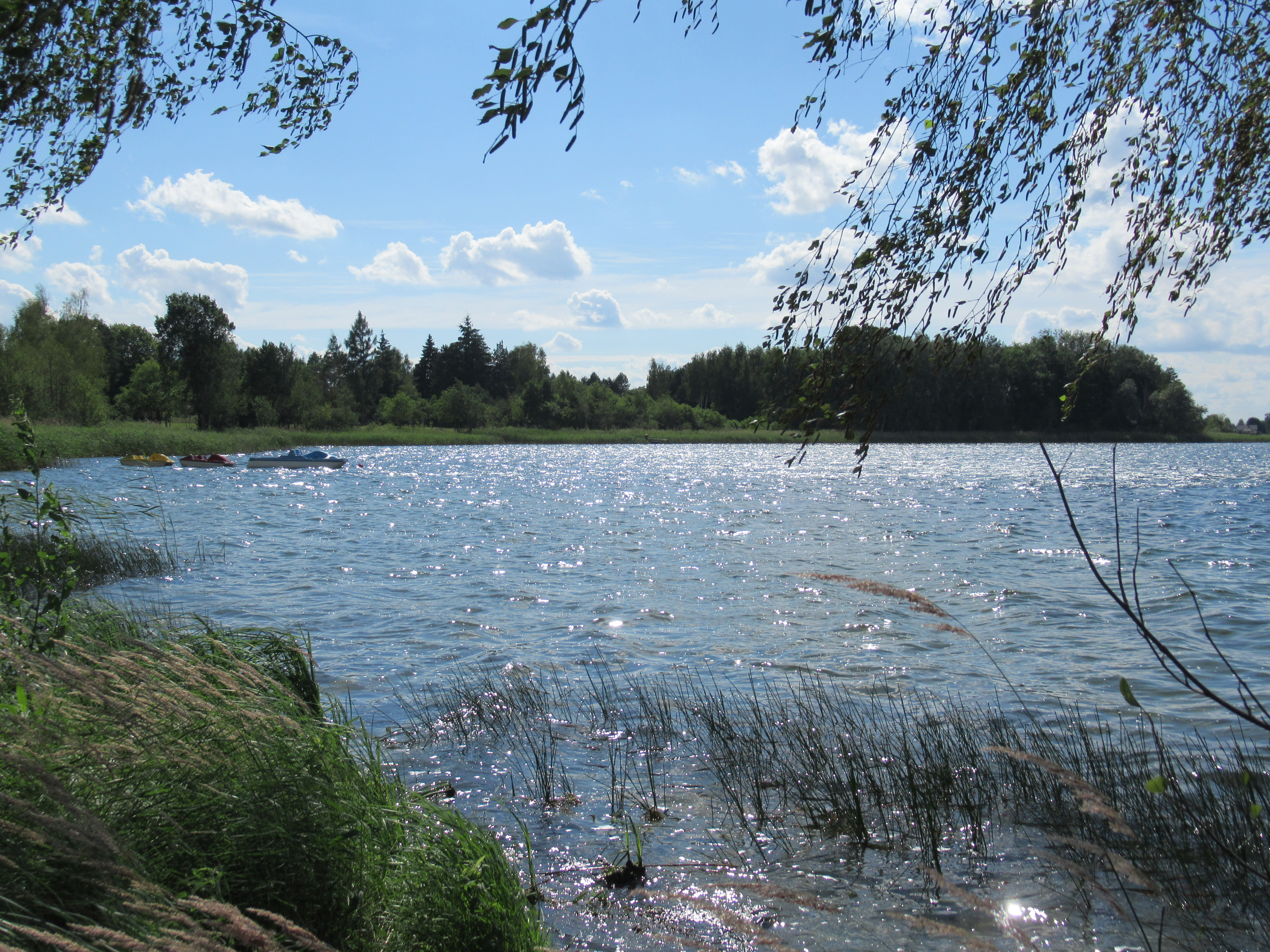
Zachodnia część jeziora
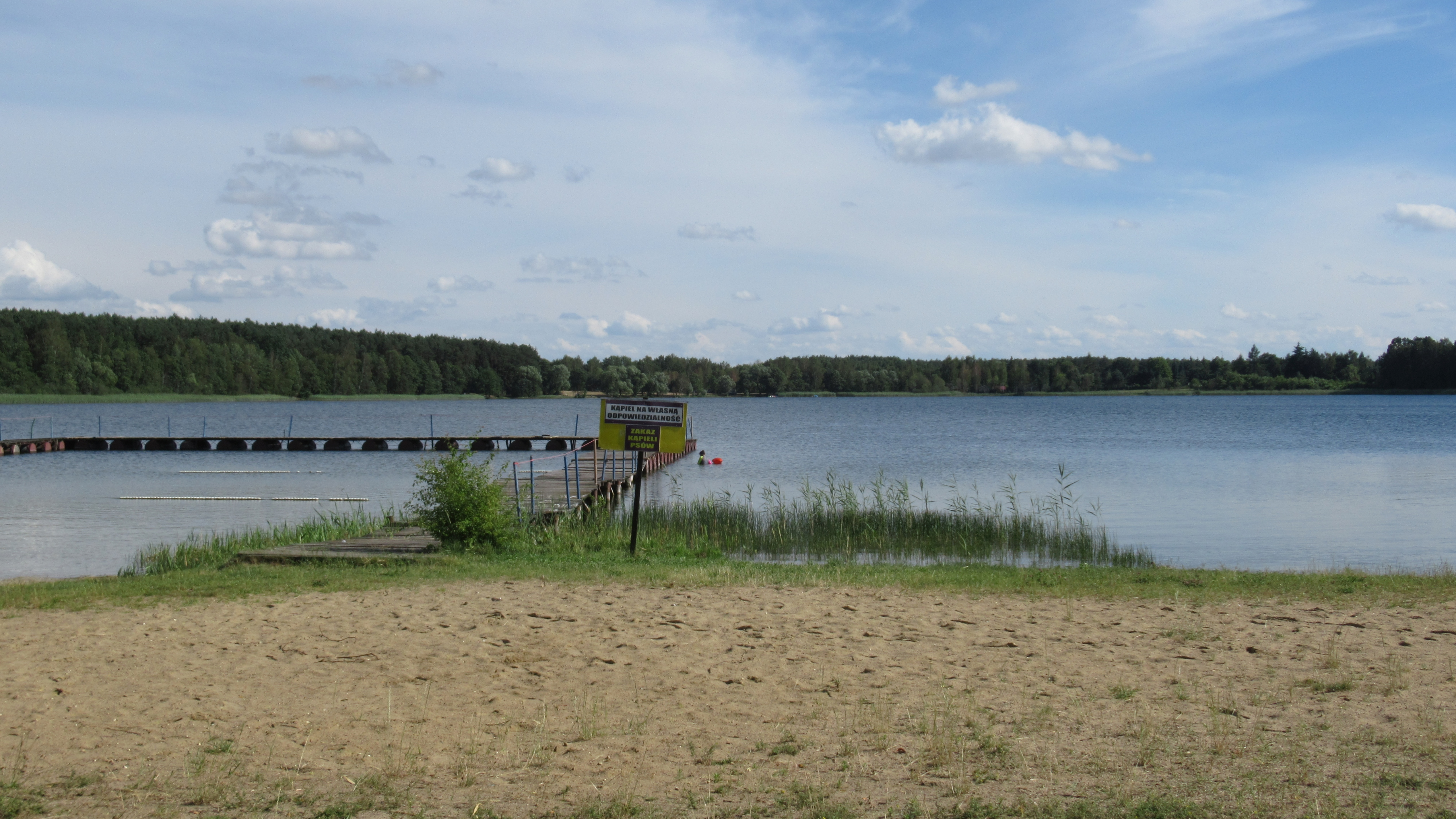
Plaża północna
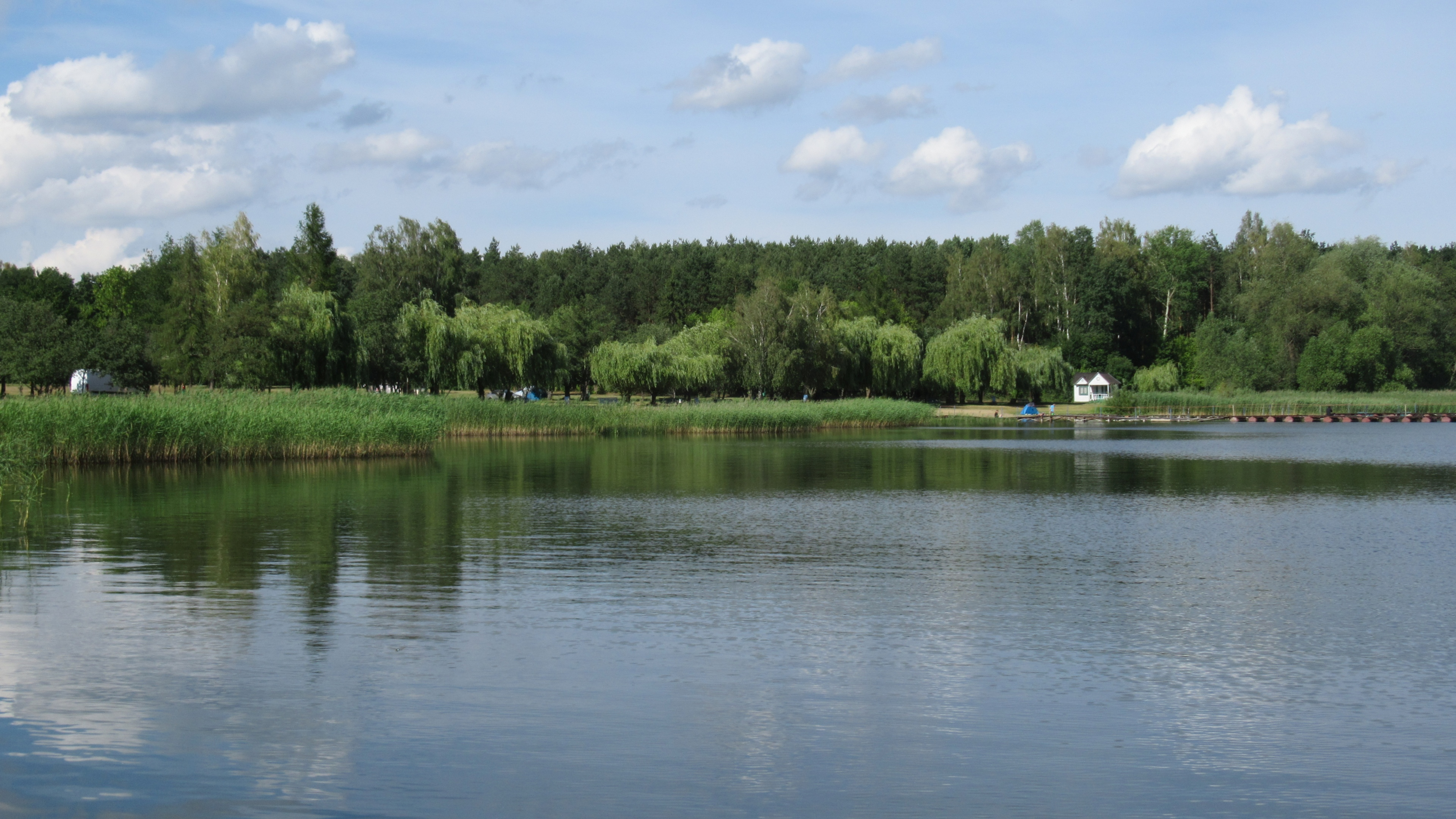
Widok na plażę północną
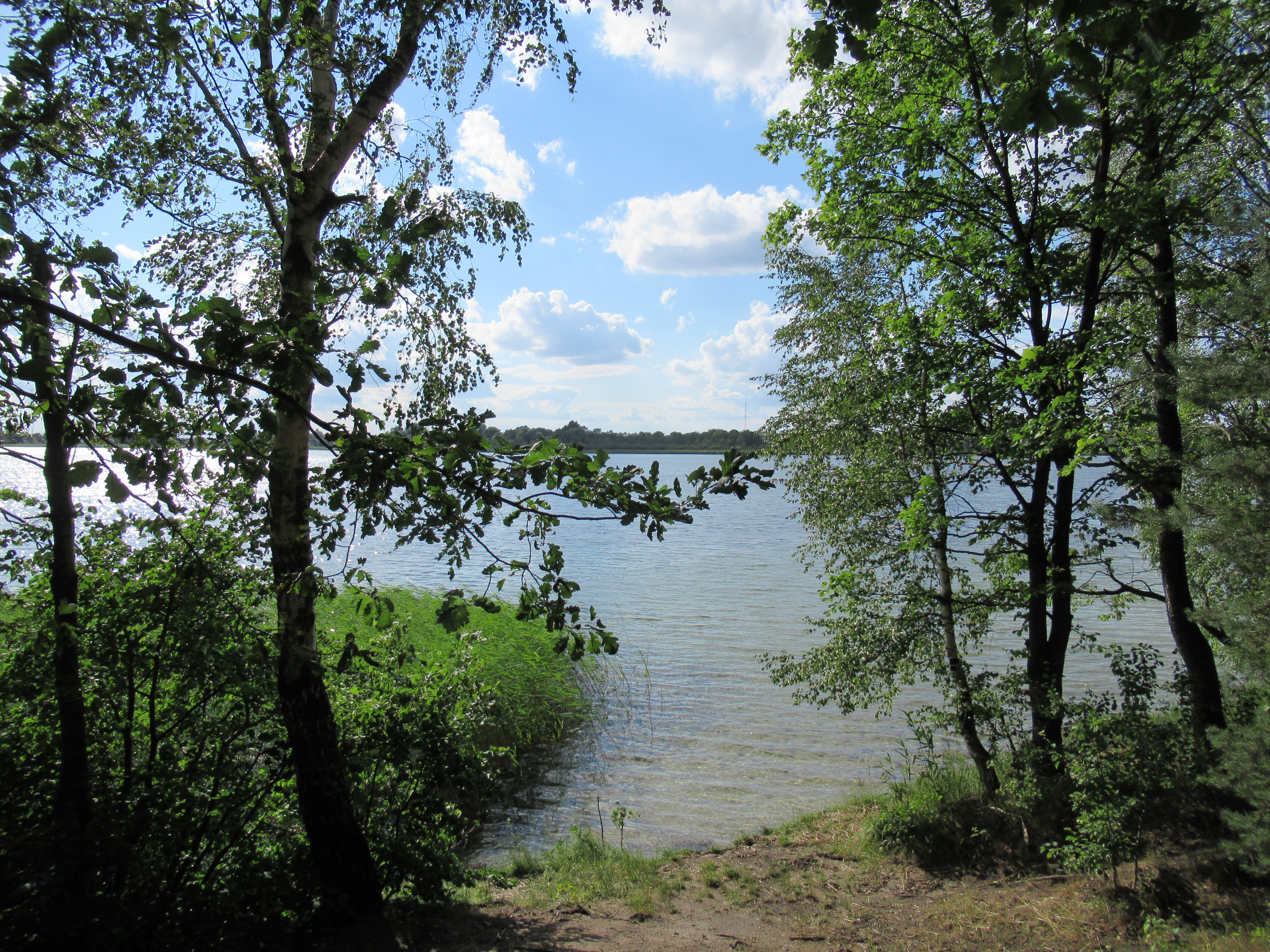
Drzewa tuż nad lustrem wody
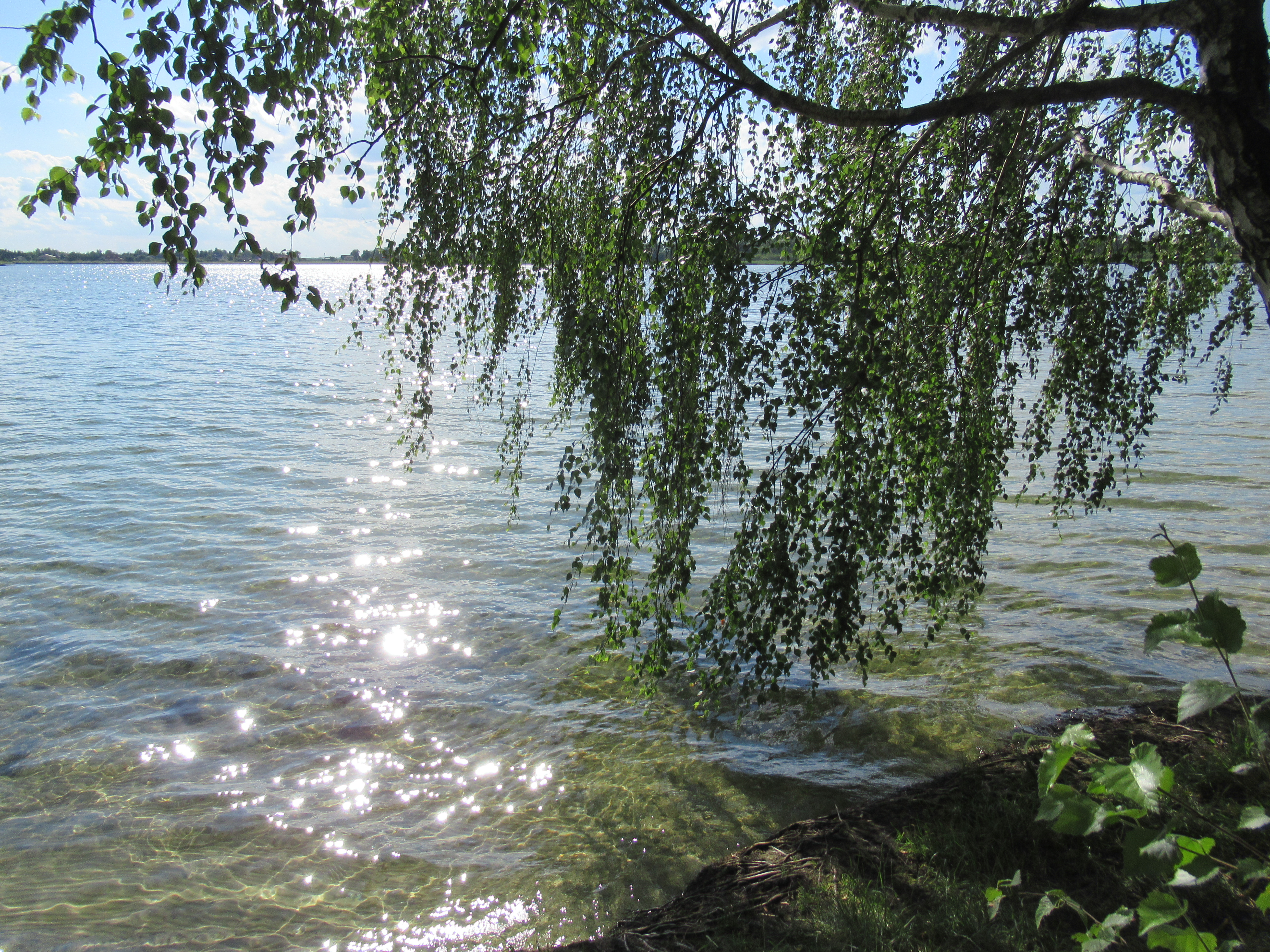
Brzoza nad wodą